# Йорген Петтерссон
Йорген Петтерссон (швед. Jörgen Pettersson; нар. 29 вересня 1975, Чевлінге) — шведський футболіст, що грав на позиції нападника за низку клубних команд і національну збірну Швеції.
По завершенні ігрової кар'єри — тренер.

## Клубна кар'єра
У дорослому футболі дебютував 1991 року виступами за команду клубу «Мальме», в якій провів чотири сезони, взявши участь у 60 матчах чемпіонату. У складі «Мальме» був одним з головних бомбардирів команди, маючи середню результативність на рівні 0,53 голу за гру першості.
Своєю грою за цю команду привернув увагу представників тренерського штабу німецької «Боруссії» (Менхенгладбах), до складу якого приєднався 1995 року. Відіграв за менхенгладбаський клуб наступні чотири сезони своєї ігрової кар'єри. Більшість часу, проведеного у складі «Боруссії», був основним гравцем атакувальної ланки команди.
У сезоні 1998/99 менхенгладбаська команда посіла останнє місце у Бундеслізі і понизилася у класі, проте швед продовжив виступи в елітному дивізіоні, перейшовши до «Кайзерслаутерна», за який провів наступні три роки своєї кар'єри гравця.
Згодом протягом 2002—2004 років грав у Данії, де захищав кольори «Копенгагена».
2004 року повернувся на батьківщину, ставши гравцем клубу «Ландскруна БоІС», за який відіграв чотири сезони, після чого завершив ігрову кар'єру.

## Виступи за збірні
1998 року залучався до складу молодіжної збірної Швеції.
1995 року дебютував в офіційних матчах у складі національної збірної Швеції. Протягом кар'єри у національній команді, яка тривала 8 років, провів у її формі 27 матчів, забивши 8 голів.
У складі збірної був учасником чемпіонату Європи 2000 року у Бельгії та Нідерландах, де виходив на поле у двох матчах групового етапу, який шведам подолати не вдалося.

## Кар'єра тренера
Розпочав тренерську кар'єру, повернувшись до футболу після невеликої перерви, 2012 року, увійшовши до тренерського штабу клубу «Мальме».
Наступного року став головним тренером команди «Ландскруна БоІС», тренував команду з Ландскруни один рік.
Згодом продовжив тренерську роботу у нижчолігових шведських клубах.